# Tecnologie assistive
Nell'ambito delle tecnologie informatiche si chiamano tecnologie assistive tutte quelle tecnologie realizzate ad hoc per rendere accessibili e usabili i prodotti informatici stessi (hardware o software) anche a persone con disabilità. Si tratta spesso di interfacce persona-calcolatore realizzate a posteriori rispetto al prodotto iniziale. Esempi comuni sono i lettori di schermo, i display Braille, i sistemi di riconoscimento ottico dei caratteri (OCR), i dispositivi di puntamento alternativi al mouse.
I destinatari dei benefici delle tecnologie assistive possono essere non solo persone con disabilità congenite o croniche, ma anche persone soggette a impedimenti temporanei: infatti, un dispositivo usabile senza bisogno di vedere aiuta chi ha una disabilità visiva, ma anche chi è concentrato su altre attività, oppure è in condizioni di illuminazione precaria, oppure usa uno schermo di dimensioni ridotte; se è usabile senza bisogno di sentire, aiuta chi ha una disabilità uditiva, ma anche chi adopera il dispositivo mentre è già impegnato in un’attività di ascolto, oppure è immerso in un ambiente rumoroso, oppure deve rispettare il silenzio, come per esempio in una biblioteca; se è usabile con limitato ricorso a manualità e mobilità, aiuta chi ha una disabilità motoria, ma anche chi è temporaneamente impedito nei movimenti per la ristrettezza dello spazio fisico in cui opera, oppure chi sta usando più dispositivi contemporaneamente; se è usabile senza eccessivi sforzi d’attenzione, aiuta chi ha una disabilità cognitiva, ma anche per qualche motivo è distratto o ha perso il controllo di sé; se è usabile senza bisogno di leggere, aiuta chi ha un disturbo del linguaggio o dell’apprendimento, ma anche chi non sa ancora leggere, oppure non conosce la lingua, o non ha gli strumenti necessari per farlo, come gli occhiali da vista.
Per esempio, i servizi di dettatura sono comunemente impiegati da persone che hanno le mani impegnate o che hanno poca dimestichezza con la tastiera, così come quelli di sintesi vocale sono sovente adoperati da persone che momentaneamente non possono o non vogliono dedicare l'attenzione visiva al testo del documento.

## Esempi

### Screen reader
I lettori di schermo vengono utilizzati per aiutare gli ipovedenti ad accedere facilmente alle informazioni elettroniche. Questi programmi software vengono eseguiti su un computer al fine di trasmettere le informazioni visualizzate tramite voce (sintesi vocale) o braille (attraverso i cosiddetti braille terminal) in combinazione, in alcuni casi, con l'ingrandimento per utenti ipovedenti. Sono disponibili una varietà di piattaforme e applicazioni per una varietà di costi con diversi set di funzionalità.
Alcuni esempi di lettori di schermo sono Apple VoiceOver, Google TalkBack e Microsoft Narrator. VoiceOver è fornito gratuitamente su tutti i dispositivi Apple. VoiceOver include l'opzione per ingrandire lo schermo, controllare la tastiera e fornire descrizioni verbali per descrivere cosa sta succedendo sullo schermo. Ci sono trenta lingue tra cui scegliere. Ha anche la capacità di leggere ad alta voce il contenuto dei file, nonché pagine Web, messaggi di posta elettronica e file di elaborazione testi.
Le utilità per la lettura dello schermo possono fare affidamento sull'assistenza di strumenti di sintesi vocale. Per utilizzare gli strumenti di sintesi vocale, i documenti devono essere in formato elettronico, che viene caricato come formato digitale. Tuttavia, le persone di solito utilizzano i documenti cartacei scansionati nel computer, che non possono essere riconosciuti dal software di sintesi vocale. Per risolvere questo problema, le persone usano sempre la tecnologia di riconoscimento ottico dei caratteri accompagnata da un software di sintesi vocale.

### Lente d'ingrandimento per desktop
Le lenti di ingrandimento per desktop sono dispositivi elettronici che utilizzano una fotocamera e uno schermo per eseguire l'ingrandimento digitale dei materiali stampati. Ingrandiscono anche le pagine stampate per gli ipovedenti. Una fotocamera si collega a un monitor che visualizza immagini in tempo reale e l'utente può controllare impostazioni come ingrandimento, messa a fuoco, contrasto, sottolineatura, evidenziazione e altre preferenze dello schermo. Sono disponibili in una varietà di dimensioni e stili; alcuni sono piccoli con fotocamere portatili, mentre altri sono molto più grandi e montati su un supporto fisso.

### Software di ingrandimento dello schermo

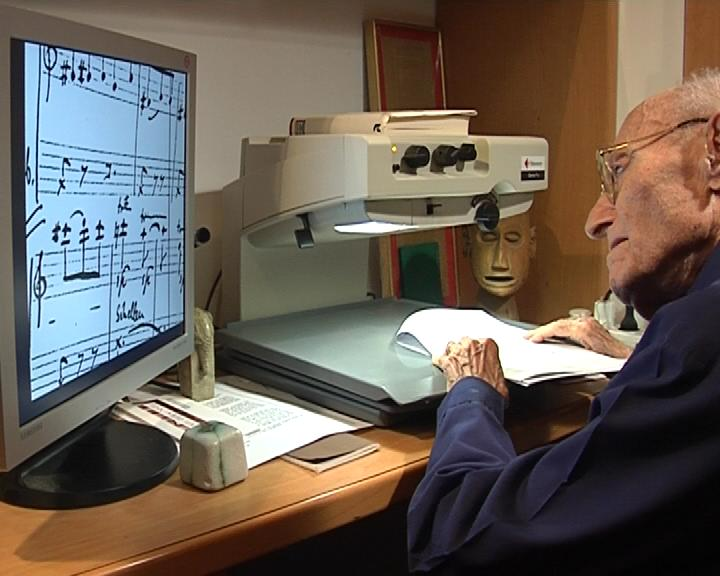
Josef Tal controlla la composizione utilizzando un'unità desktop CCTV (2006). Fotogramma di pellicola scattata da Etan Tal nella sua casa di Gerusalemme.

Una lente di ingrandimento dello schermo è un software che si interfaccia con l'output grafico di un computer per presentare il contenuto dello schermo ingrandito. Consente agli utenti di ingrandire i testi e la grafica sugli schermi dei loro computer per una più facile visualizzazione. Simile agli ingranditori per desktop, questa tecnologia assiste le persone con problemi di vista. Dopo che l'utente ha caricato il software nella memoria del proprio computer, funge da "lente d'ingrandimento del computer". Ovunque si muova il cursore del computer, ingrandisce l'area circostante. Ciò consente una maggiore accessibilità al computer per un'ampia gamma di abilità visive.
A causa dell'alto costo degli ingranditori video hardware dedicati, c'è stato un certo interesse per l'ingrandimento video software in esecuzione su smartphone come iPhone e Android, tablet come iPad, e laptop con opportunamente montate periferiche della fotocamera. Le lenti di ingrandimento software potrebbero non raggiungere la stessa qualità di una buona lente di ingrandimento video hardware e, se utilizzate ampiamente, potrebbero esaurire rapidamente la batteria, ma se l'utente ha già uno smartphone, un tablet o un laptop, l'ingrandimento del software può essere maggiormente economico rispetto all'ottenimento di una lente d'ingrandimento video hardware separata.

### Tastiere a caratteri grandi e tattili
Una tastiera a caratteri grandi ha lettere stampate sui tasti di dimensioni maggiori rispetto alle normali tastiere. Su questo tipo di tastiere, alcuni pulsanti controllano il software che può ingrandire lo schermo (zoom in), cambiare il colore di sfondo dello schermo o ingrandire il cursore del mouse sullo schermo. I "punti a rilievo" sui tasti, se presenti, aiutano l'utente a trovare i tasti giusti in modo tattile.

### Software per l'accessibilità
Nell'interazione uomo-computer, l'accessibilità al computer (nota anche come informatica accessibile) si riferisce all'accessibilità di un sistema informatico a tutte le persone, indipendentemente dalla disabilità o dalla gravità della menomazione. Esempi includono le linee guida per l'accessibilità del web. Un altro approccio prevede che l'utente presenti un token al terminale del computer, come una smart card, che contiene informazioni di configurazione per regolare la velocità del computer, la dimensione del testo, eccetera in base alle proprie esigenze particolari. Ciò è utile quando gli utenti desiderano accedere a terminali computerizzati pubblici in biblioteche, sportelli bancomat, chioschi informativi, ecc. Questo sviluppo di questo standard è stato supportato in Europa da SNAPI, un sistema che consente a un utente ipovedente di registrare le proprie preferenze su una smart card o altro token di sicurezza.

### Accessibilità al computer
Uno dei maggiori problemi che affliggono le persone disabili è il disagio con le protesi. Un esperimento condotto in Massachusetts ha utilizzato 20 persone con vari sensori attaccati alle braccia. I soggetti hanno provato diversi esercizi per le braccia e i sensori hanno registrato i loro movimenti. Tutti i dati hanno aiutato gli ingegneri a sviluppare nuovi concetti ingegneristici per le protesi.
La tecnologia assistiva può tentare di migliorare l'ergonomia dei dispositivi stessi come Dvorak e altri layout di tastiera alternativi, che offrono layout più ergonomici dei tasti. I dispositivi di tecnologia assistiva sono stati creati per consentire alle persone disabili di utilizzare i moderni computer mobili touch screen come l'iPad, l'iPhone e l'iPod Touch. Il Pererro è un adattatore plug and play per dispositivi iOS che utilizza l'Apple Voice Over integrato in combinazione con uno switch di base. Questo porta la tecnologia touch screen a coloro che in precedenza non erano in grado di utilizzarla. Apple, con il rilascio di iOS 7, aveva introdotto la possibilità di navigare tra le app utilizzando il controllo degli switch. L'accesso può essere attivato tramite uno switch collegato attraverso Bluetooth esterno, un singolo tocco dello schermo o l'uso di giri della testa a destra e a sinistra utilizzando la fotocamera del dispositivo. Ulteriori funzioni di accessibilità includono l'uso di Assistive Touch che consente all'utente di accedere a gesti multi-touch tramite pulsanti su schermo pre-programmati.
Per gli utenti con disabilità fisiche è disponibile un'ampia varietà di switch personalizzabili in base alle esigenze dell'utente, che variano per dimensioni, forma o quantità di pressione richiesta per l'attivazione. Lo switch di accesso (detto switch access) può essere posizionato vicino a qualsiasi area del corpo che abbia una mobilità costante e affidabile e meno soggetta ad affaticamento. I siti comuni includono le mani, la testa e i piedi. Come alternativa alla navigazione con il mouse, è possibile utilizzare anche i sistemi di sguardo fisso e testa del mouse. Un utente può utilizzare uno o più siti di commutazione e il processo spesso prevede la scansione di elementi su uno schermo e l'attivazione dello switch una volta evidenziato l'oggetto desiderato.

## Impatti
Nel complesso, la tecnologia assistiva mira a consentire alle persone disabili di "partecipare più pienamente a tutti gli aspetti della vita (casa, scuola e comunità)" e aumenta le loro opportunità di "istruzione, interazioni sociali e potenziale per un impiego significativo". Crea maggiore indipendenza e controllo per le persone disabili. Ad esempio, in uno studio su 1.342 neonati, bambini piccoli e bambini in età prescolare, tutti con qualche tipo di disabilità dello sviluppo, fisica, sensoriale o cognitiva, l'uso della tecnologia assistiva ha creato miglioramenti nello sviluppo del bambino. Questi includevano miglioramenti nel settore "cognitivo, sociale, comunicazione, alfabetizzazione, motorio, adattamento e aumento del coinvolgimento nelle attività di apprendimento". Inoltre, sia gli assistenti familiari che quelli professionali beneficiano delle tecnologie assistive. Attraverso il suo utilizzo, il tempo che un familiare o un amico avrebbe bisogno per prendersi cura di un paziente diminuisce significativamente. Tuttavia, gli studi dimostrano che il tempo di assistenza per un caregiver professionista aumenta quando viene utilizzata la tecnologia assistiva. Il loro carico di lavoro è notevolmente più semplice poiché la tecnologia assistiva li libera dal dover svolgere determinati compiti. Esistono diverse piattaforme che utilizzano l'apprendimento automatico per identificare il dispositivo di assistenza appropriato da suggerire ai pazienti, rendendo i dispositivi di assistenza più accessibili.

## Galleria d'immagini

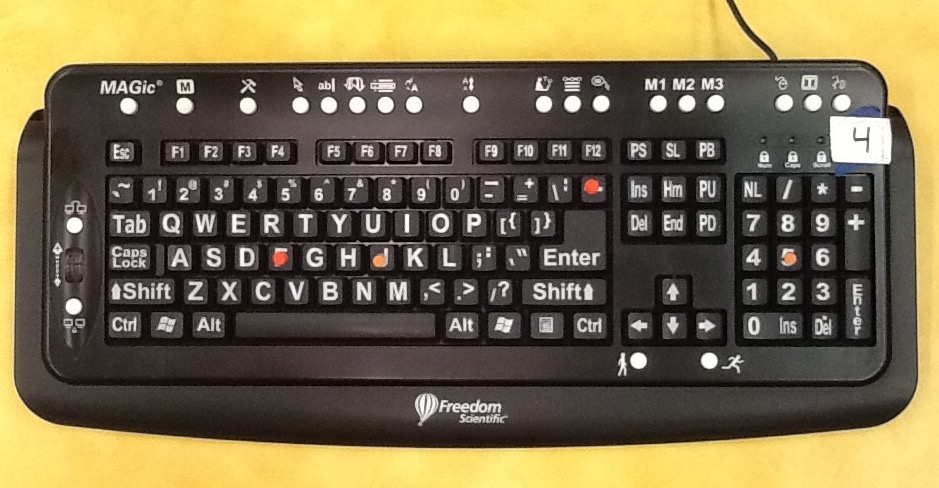
Questa tastiera a caratteri grandi ha elementi tattili e tasti speciali per non vedenti.
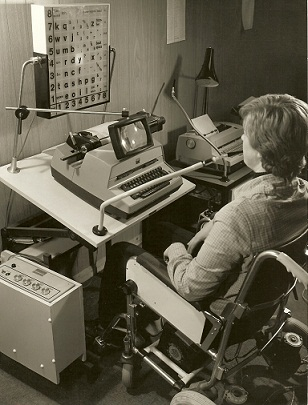
Un dispositivo sip-and-puff che consente a una persona con disabilità sostanziale di effettuare selezioni e navigare nelle interfacce computerizzate controllando le inalazioni e le esalazioni.
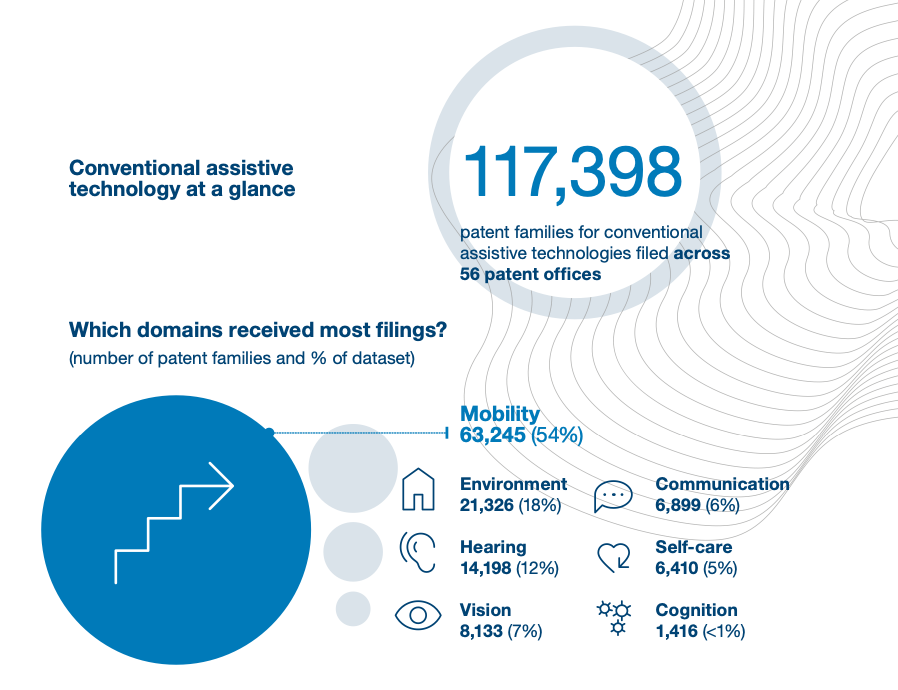
Depositi di brevetti per tecnologie assistive convenzionali tra il 2013 e il 2017. Sono state depositate 177.398 famiglie di brevetti. Il 64% delle domande riguarda la tecnologia di ausilio alla mobilità.
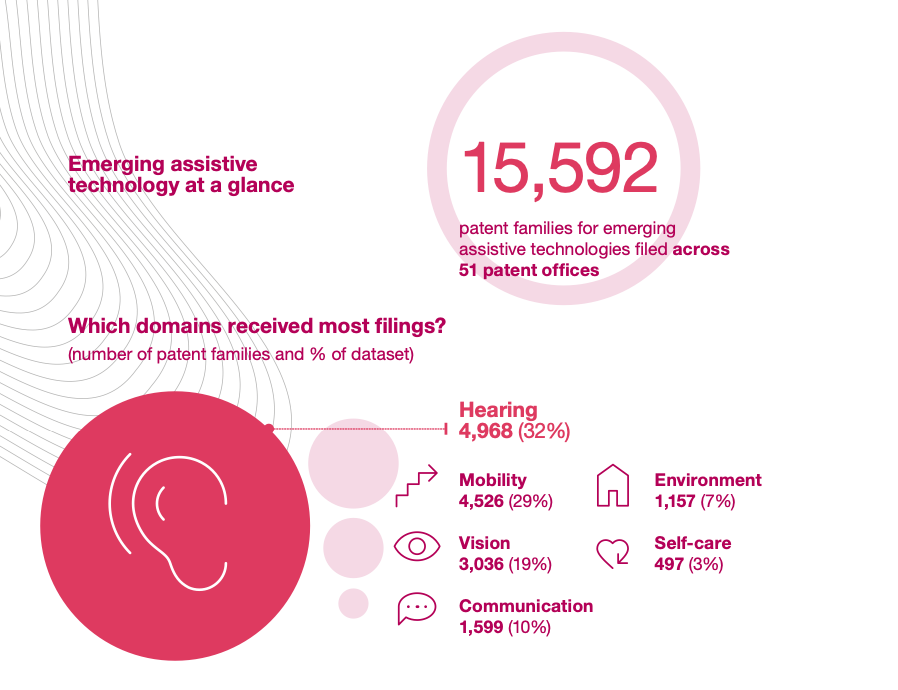
Richieste di brevetti per tecnologie assistive emergenti tra il 2013 e il 2017. Sono state depositate 15.592 famiglie di brevetti. Il 32% dei documenti riguarda le tecnologie di assistenza all'udito.
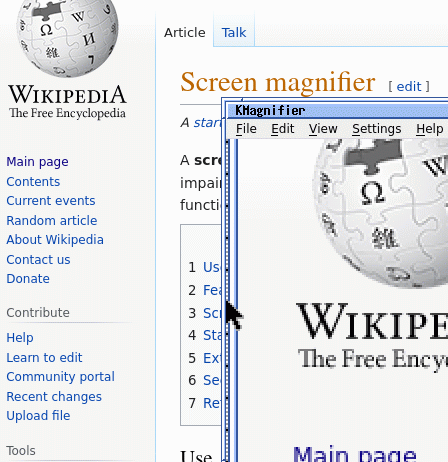
Rendering di una pagina Wikipedia con il browser Firefox e ingrandimento del suo angolo in alto a sinistra con kmag.
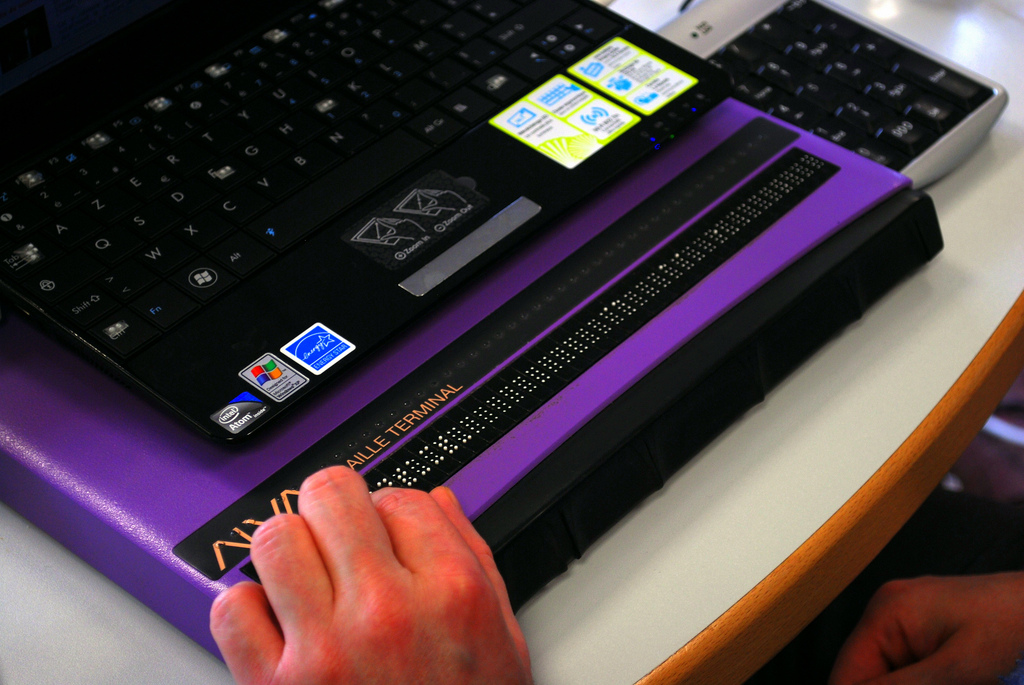
Braille terminal